# Rome (Georgia)
Rome è un comune (city) degli Stati Uniti d'America e capoluogo della contea di Floyd nello Stato della Georgia. La popolazione era di 36 303 abitanti al censimento del 2010, il che la rende la 19ª città più grande dello stato e la più grande della Georgia nord-occidentale. Situata ai piedi degli Appalachi, è la principale città dell'area metropolitana di Rome, che comprende tutta la contea di Floyd.
Rome venne costruita alla confluenza dei fiumi Etowah e Oostanaula, che formano il fiume Coosa. A causa dei suoi vantaggi strategici, quest'area fu occupata per lungo tempo dalla tribù dei Creek e successivamente dalla tribù dei Cherokee. I capi delle tribù come Major Ridge e John Ross risiederono qui prima della deportazione degli indiani.
La città si sviluppò su sette colline con i fiumi in mezzo a loro, una caratteristica che ispirò i primi coloni euro-americani a chiamarla Roma (Rome in inglese), la capitale dell'Italia.
È la seconda città più grande, dopo Gadsden, Alabama, vicina al centro dell'area triangolare definita dalle autostrade interstatali tra Atlanta, Birmingham e Chattanooga. È nota come centro regionale in settori come la cura medica e l'istruzione. Oltre al suo sistema scolastico pubblico, ci sono diverse scuole private. Le istituzioni di alto livello includono il privato Berry College e la Shorter University, ed il pubblico Georgia Northwestern Technical College ed il Georgia Highlands College.

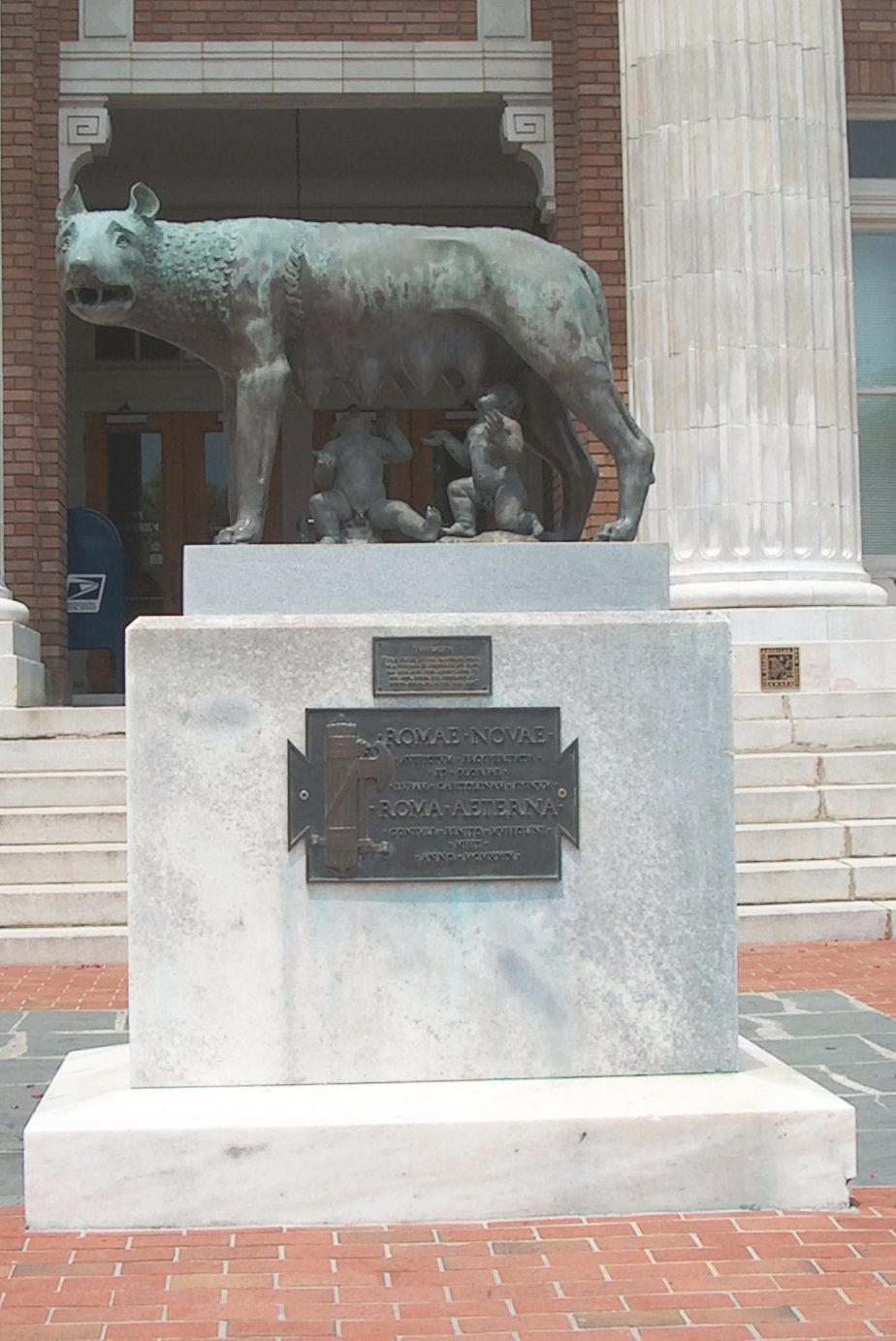
La statua davanti al municipio nel 2006

Alla fine degli anni venti, un'azienda statunitense costruì un impianto di rayon in un progetto congiunto con una società italiana. Questo collegamento viene messo in risalto dalla statua di Romolo e Remo allattati da una lupa, un simbolo dell'antica Roma che fu donato, nel 1929, dall'allora Presidente del Consiglio dei Ministri italiano Benito Mussolini.
Nel 1940, il sentimento anti-italiano a causa della seconda guerra mondiale divenne così forte che la commissione comunale di Rome trasferì la statua in un deposito per prevenire atti di vandalismo. Nel 1952, la città ha riposizionato la statua nella sua precedente posizione di fronte al municipio, dove si trova tuttora.

## Geografia fisica
La città sorge alla confluenza dei fiumi Oostanaula e Etowah che danno vita al Coosa.
Secondo lo United States Census Bureau (Ufficio del censimento degli Stati Uniti d'America), ha un'area totale di 81,9 km² di cui 80,1 km² di terra e 1,9 km² di acqua.
Le 7 colline sono: Blossom, Jackson, Lumpkin, Mount Aventine, Myrtle Hill, Old Shorter e Neely Hill.

## Storia

### Nativi americani
I popoli della Cultura del Mississippi hanno abitato l'area dell'anno 1000 d.C. circa. Queste persone si pensa scomparirono a causa delle malattie portate dagli Spagnoli nel tardo XVI secolo. Non si sa molto prima dell'arrivo degli spagnoli ma gli archeologi hanno trovato tracce millenarie indigene lungo i tre fiumi.

### L'arrivo degli europei
C'è un dibattito riguardo all'effettivo passaggio di Hernando de Soto per l'attuale zona cittadina,  ma è concordato che sia passato nella regione con la sua spedizione nel 1540. Nel 1560 Tristán de Luna inviò un'altra spedizione, a nord del passaggio di Soto, composta da 140 soldati e 2 frati domenicani. Essi stabilirono degli accordi con il dominio dei Coosa in quanto gli spagnoli li avrebbero aiutati a sopprimere i Napochìn nell'attuale Tennessee. Ma dopo 20 anni la comunità venne abbandonata e gli indiani morirono per le malattie.

### Il ritorno dei nativi
Per primi i Creek occuparono l'area nel XVII secolo per poi essere scacciati dagli Cherokee nella metà del XVIII secolo spinti dall'espansione europea ovest degli Appalachi. Nacque così il villaggio di Chatuga durante la seconda guerra Cherokee, sopravvivendone. In nativi si riferivano alla zona come Sorgente del Coosa. Data la floridità del luogo molti capi indiani si trasferirono qui dando vita a delle piantagioni.

### Primo insediamento
Nel XVIII secolo la crescente domanda di pellicce, in particolare di cervo diede inizio a una tratta commerciale tra i cacciatori nativi e i commercianti europei. Così, dalle colonie britanniche di Carolina e Georgia, un gruppo di commercianti e coloni si insediarono nella zona e vennero accolti dai nativi. Dopo la guerra d'indipendenza molti altri coloni e missionari si trasferirono nel piccolo insediamento.
Nel 1793 in risposta a un'incursione degli Cherokee in Tennessee, John Sevier, (Governatore del Tennessee), guidò a sua volta un'incursione verso i nativi nelle vicinanze della Myrtle Hill, conosciuta come battaglia di Hightower.
Nel 1802 venne firmato tra gli Stati Uniti e la Georgia il Patto del 1802 che faceva sì che la Georgia cedesse le sue terre a ovest che andranno a formare gli stati dell'Alabama e del Mississippi. Il governo federale nonostante la maggior parte dei terreni fosse di proprietà degli Cherokee, decise di espellere questi ultimi dallo stato, la rimozione però non fu immediata e i capi indiani Major Ridge e John Ross si impegnarono per fermare lo sfratto.
Durante la guerra creek gli Cherokee si schierarono con i Creek settentrionali più civilizzati e assimilati ai bianchi, contro i creek meridionali più selvaggi e lontani dalle comunità bianche. Prima che gli Cherokee dovettero abbandonare la sorgente del Coosa per unirsi alla guerra, i capi ridge e ross guidarono una milizia comandata da Andrew Jackson contro i creek meridionali.
Nel 1829 venne scoperto l'oro nelle vicinanze di Dahlonega dando così inizio alla prima corsa all'oro. L'Indian Removal Act del 1830 completò il Patto del 1802 che sottrasse tutta la Georgia agli indiani. Ciò era dovuto alla necessità dei bianchi di insediarsi lì a maggior ragione dopo la scoperta dell'oro.
Nel 1831 l'assemblea generale della Georgia ratificò la legislazione che sottrasse le ultime terre dei nativi organizzandole nell'attuale Contea di Cherokee.

### Fondazione
La città venne fondata nel 1834 da europei e statunitensi.  I fondatori furono i colonnelli Daniel Mitchell, Zacharia Hargrove, William Smith, il maggiore Philip Hemphill e il politico John Lumpkin. Per il nome della città essi tennero una riunione alla Alhambra-Home on the hill, ovvero l'abitazione di Hemphill, ed egli stesso presentò il nome di Rome ispirandosi alle 7 colline e ai fiumi, la proposta venne accettata e nel 1835 divenne ufficialmente città e il capoluogo venne spostato da Livingston.
La città, che era abitata ancora dalla maggior parte di Cherokee prosperò grazie alla nuova economia del cotone. In particolare l'invenzione nel tardo XVIII secolo della Sgranatrice di cotone rese redditizia la lavorazione del cotone a base corta, più diffuso nella zona. I planter portarono molti schiavi neri per i lavori intensivi nelle piantagioni opera a cui parteciparono anche i capi Cherokee che ne commerciavano la maggior parte e presto l'economia del cotone sostituì quella delle pellicce.

## Società

### Evoluzione demografica
Secondo il censimento del 2010, la popolazione era di 36 303 abitanti.

### Etnie e minoranze straniere
Secondo il censimento del 2010, la composizione etnica della città era formata dal 57,35% di bianchi, il 27,75% di afroamericani, lo 0,59% di nativi americani, l'1,91% di asiatici, lo 0,19% di oceanici, il 9,73% di altre etnie, e il 2,47% di due o più etnie. Ispanici o latinos di qualunque nazionalità erano il 16,23% della popolazione.

## Amministrazione

### Gemellaggi
- Carrick-on-Shannon, dal 1967